# Isverna
Isverna est une commune roumaine du județ de Mehedinți, dans la région historique de l'Olténie et dans la région de développement du Sud-Ouest.

## Géographie
La commune d'Isverna est située au nord du județ, dans les Monts Mehedinți (Munții Mehedinți), à 60 km au nord de Drobeta Turnu-Severin, la préfecture du județ. Le point culminant de la commune, le Mont de Stan (Varful lui Stan), 1 466 m d'altitude, est aussi le point culminant du județ.
La commune est composée des huit villages suivants (population en 1992) :
- Busești (309).
- Cerna-Vârf (268).
- Drăghești (238).
- Giurgiani (150).
- Isverna (805), siège de la municipalité.
- Nadanova (240).
- Seliștea (551).
- Turtaba (233).

## Histoire
La commune a fait partie du royaume de Roumanie dès sa création en 1878.

## Religions
En 2002, 98,73 % de la population étaient de religion orthodoxe et 1,22 % étaient baptistes.

## Démographie
En 2002, les Roumains représentaient 98,89 % de la population totale. La commune comptait 1 070 ménages et 1 261 logements.
| 1992  | 2002  | 2007  |
| ----- | ----- | ----- |
| 2 794 | 2 528 | 2 369 |

## Économie
L'économie de la commune est basée sur l'agriculture (pommes de terre), l'élevage et le tourisme (randonnées dans les montagnes environnantes).

## Lieux et monuments
- Grotte d'Isverna (Peștera Isverna).
- Église en bois Sfintii Voievozi, (1783).